# マニュエル・カステル
マニュエル・カステル・オリバン（スペイン語: Manuel Castells Oliván: スペイン語: [kasˈtels], カタルーニャ語: [kəsˈteʎs]、1942年2月9日 - ）は、スペイン・アルバセテ県エリン出身の社会学者。専門は情報社会学・都市社会学。カリフォルニア大学バークレー校名誉教授。2020年から翌年にかけて、第2次サンチェス内閣の大学大臣を務めた。スペイン語の発音はマヌエル・カステルス、カタルーニャ語の発音はマヌエル・カステイス。

## 経歴
アルバセテ県に生まれてラ・マンチャ地方で幼少期を過ごしたが、家族でカタルーニャ地方のバルセロナに転居して法学と経済学を学んだ。とても保守的な家庭で育ったが、青年期にはフランコ体制下のスペインにおいて反フランコ運動に傾倒した。その政治活動性ゆえに国外への脱出を余儀なくされたが、20歳の時にフランスのパリ大学で社会学の学位を取得し、1967年にはパリ大学で社会学の博士号も取得した。1967年にはパリ第10大学で講師となったが、1968年には学生の抗議によって失職した。1970年から1979年にはパリの社会科学高等研究院で教員を務めた。
1979年にはアメリカ合衆国に渡り、カリフォルニア大学バークレー校で社会学と都市計画の教授に就任した。2001年にはスペインのカタルーニャ・オベルタ大学（通信制大学）の研究教授に就任した。カリフォルニア大学バークレー校では24年間教鞭をとり、2003年にはバークレー校の名誉教授に就任した。2003年には南カリフォルニア大学アネンバーグ・コミュニケーション・ジャーナリズム学部の教授に就任した。2008年には欧州イノベーション工科大学院の理事に就任した。ケンブリッジ大学セント・ジョンズ・カレッジの研究員でもある。2020年にはスペイン政府の第2次サンチェス内閣で大学大臣に就任、翌年まで在任した。

## 評価
2000年から2014年の期間中、社会科学分野においてカステルの論文被引用回数（社会科学引用指数）は世界第5位であった。2012年には「ネットワーク社会における都市経済と世界経済の政治力学の知識を形成した」と評価されてホルベア賞を受賞した。2013年に社会学分野でバルザン賞を受賞した。

## 研究・思想
1970～80年代前半にかけて、マルクス主義的な都市社会学理論を展開し、世界的な新都市社会学のムーブメントを生み出す。物的支持、集合的消費、都市社会運動などがこの時期のキー概念であった。
その後はマルクス主義的な資本主義批判から軸足を移し、経済リストラクチャリングにおいて新たなテクノロジーの果たす役割を討究するようになる。1989年には、『情報都市』のなかで「フローの空間」概念を提示し、グローバルな情報文化を構成する物質的要素と非物質的要素の分析軸を与え、地理学等関連分野にも大きな影響を及ぼした。
1990年代には、以上の二つの研究関心を接合し、『情報時代』（The Information Age）三部作に結実させている。たとえば、このなかでカステルは、「フローの空間」の編成に着目することで、かつての「都市計画」対「都市社会運動」という二分法に収まりきらない社会空間的営為の変化の動向をつかもうとしている。また、2000年以降は同様の文脈で、ネットワーク社会論を展開している。

## 著書

### 単著
- The Urban Question: A Marxist Aapproach, (Edward Arnold, 1977).
  - 山田操訳『都市問題――科学的理論と分析』（恒星社厚生閣, 1984年）
- City, Class, and Power, (St. Martin's Press, 1978).
  - 石川淳志監訳『都市・階級・権力』（法政大学出版局, 1989年）
- The Economic Crisis and American Society, (Princeton University Press, 1980).
- The City and the Grassroots: A Cross-Cultural Theory of Urban Social Movements, (E. Arnold, 1983).
  - 石川淳志監訳『都市とグラスルーツ――都市社会運動の比較文化理論』（法政大学出版局, 1997年）
- The Informational City: Information Technology, Economic Restructuring, and the Urban-Regional Process, (Blackwell, 1989).
- The Information Age: Economy, Society and Culture vol. 1: The Rise of the Network Society, (Blackwell, 1996).
- The Information Age: Economy, Society and Culture vol. 2: The Power of Identity, (Blackwell, 1997).
- The Information Age: Economy, Society and Culture vol. 3: End of Millennium, (Blackwell, 1998).
- 大澤善信訳『都市・情報・グローバル経済』（青木書店, 1999年）
- The Internet Galaxy: Reflections on the Internet, Business, and Society, (Oxford University Press, 2001).
  - 矢沢修次郎・小山花子訳『インターネットの銀河系――ネット時代のビジネスと社会』（東信堂、2009年）

### 共著
- Growth, Exports & Jobs in a Changing World Economy: Agenda 1988, with John W. Sewell, Stuart K. Tucker, et al., (Transaction Books, 1988).
- The Shek Kip Mei Syndrome: Economic Development and Public Housing in Hong Kong and Singapore, with L. Goh and R.Y-W. Kwok, (Pion, 1990).
- Technopoles of the World: the Making of Twenty-First-Century Industrial Complexes, with Peter Hall, (Routledge, 1994).
- The Collapse of Soviet Communism: A View from the Information Society, with Emma Kiselyova, (International and Area Studies, University of California at Berkeley, 1995).
- Critical Education in the New Information Age, with Ramon Flecha, Paulo Freire, Henry A. Giroux, Donaldo Macedo and Paul Willis, (Rowman & Littlefield, 1999).
- The Information Society and the Welfare State: the Finnish Model, with Pekka Himanen, (Oxford University Press, 2002).
  - 高橋睦子訳『情報社会と福祉国家――フィンランド・モデル』（ミネルヴァ書房, 2005年）
- Conversations with Manuel Castells, with Martin Ince, (Polity Press, 2003).
- Mobile Communication and Society: A Global Perspective, with Mireia Fernandez-Ardevol, Jack Linchuan Qiu, Araba Sey, (MIT Press, 2006)

### 編著
- High Technology, Space, and Society, (Sage, 1985).
- The Network Society: A Cross-Cultural Perspective, (Edward Elgar, 2004).

### 共編著
- Global Restructuring and Territorial Development, co-edited with Jeffrey Henderson, (Sage, 1987).
- The Informal Economy: Studies in Advanced and Less Developed Countries, co-edited with Alejandro Portes and Lauren A. Benton, (Johns Hopkins University Press, 1989).
- Dual City: Restructuring New York, co-edited with John Hull Mollenkopf, (Russell Sage Foundation, 1991).
- Muslim Europe or Euro-Islam: Politics, Culture, and Citizenship in the Age of Globalization, co-edited with Nezar AlSayyad, (Lexington Books, 2002).
- The Network Society: From Knowledge to Policy, co-edited with Gustavo Cardoso, (Center for Transatlantic Relations, 2006)

### 論文集
- The Castells Reader on Cities and Social Theory, ed. by Ida Susser, (Blackwell, 2002).